# جون سوندفولد
جون سوندفولد (بالإنجليزية: Jon Sundvold)‏ مواليد 2 يوليو 1961 في سايوكس فالز، هو لاعب كرة سلة أمريكي سابق بدأ مسيرته الاحترافية في سنة 1983 وحمل الرقم 20. يبلغ طوله 6 قدم 2 بوصة (1.9 م). مثّل منتخب بلاده. اعتزل اللعب في 1991.

## فرق لعب لها
- سان أنطونيو سبرز
- ميامي هيت

## الميداليات
| الميدالية | المسابقة                         |
| --------- | -------------------------------- |
| فضية      | بطولة كأس العالم لكرة السلة 1982 |

## روابط خارجية
- جون سوندفولد على موقع الاتحاد الدولي لكرة السلة (الإنجليزية)
- جون سوندفولد على موقع إن بي أي (الإنجليزية)
- جون سوندفولد على موقع سبورتس رفرنس (الإنجليزية)
- جون سوندفولد على موقع كلية كرة السلة في سبورتس رفرنس.كوم (الإنجليزية)
- جون سوندفولد على موقع ريلجم (الإنجليزية)
- جون سوندفولد على موقع بروبوليرز (الإنجليزية)
- جون سوندفولد على موقع قاعة ميسوري للمشاهير الرياضية (الإنجليزية)
- جون سوندفولد على موقع قاعة ميسوري للمشاهير الرياضية (الإنجليزية)